# Warning (album)
Pour les articles homonymes, voir Warning.
Albums de Green Day
Nimrod
(1997) International Superhits!
(2001)
Singles
1. Minority
2. Warning
3. Waiting
4. Macy's Day Parade

Warning est le sixième album du groupe de punk rock américain Green Day. Il est sorti le 3 octobre 2000.
Il fut un échec commercial par rapport aux autres albums du groupe. L'album se vendit à environ 1 million d'exemplaires à travers le monde, mais il ne sera platine ni en Europe ni aux États-Unis. Il contient malgré tout le hit Minority.

## Titres
| No  | Titre                | Durée |
| --- | -------------------- | ----- |
| 1.  | Warning              | 3:42  |
| 2.  | Blood, Sex and Booze | 3:33  |
| 3.  | Church on Sunday     | 3:18  |
| 4.  | Fashion Victim       | 2:48  |
| 5.  | Castaway             | 3:52  |
| 6.  | Misery               | 5:05  |
| 7.  | Deadbeat Holiday     | 3:35  |
| 8.  | Hold On              | 2:56  |
| 9.  | Jackass              | 2:43  |
| 10. | Waiting              | 3:13  |
| 11. | Minority             | 2:49  |
| 12. | Macy's Day Parade    | 3:34  |

## Accueil

### Classements et certifications
| Classement musical                        | Meilleure position |
| ----------------------------------------- | ------------------ |
| Allemagne (Media Control AG)              | 21                 |
| Australie (ARIA)                          | 7                  |
| Autriche (Ö3 Austria Top 40)              | 14                 |
| Canada (Canadian Albums Chart)            | 2                  |
| Espagne (Productores de Música de España) | 25                 |
| États-Unis (Billboard 200)                | 4                  |
| France (SNEP)                             | 58                 |
| Italie (FIMI)                             | 8                  |
| Nouvelle-Zélande (RIANZ)                  | 20                 |
| Pays-Bas (Mega Album Top 100)             | 84                 |
| Royaume-Uni (UK Albums Chart)             | 4                  |
| Royaume-Uni (Rock & Metal Albums)         | 1                  |
| Suède (Sverigetopplistan)                 | 25                 |
| Suisse (Schweizer Hitparade)              | 11                 |

| Pays        | Ventes    | Certifications |
| ----------- | --------- | -------------- |
| Australie   | 70 000 +  | Platine        |
| Canada      | 100 000 + | Platine        |
| États-Unis  | 500 000 + | Or             |
| Japon       | 200 000 + | Platine        |
| Royaume-Uni | 100 000 + | Or             |